# Spreenhagen
Spreenhagen ist eine amtsangehörige Gemeinde im Landkreis Oder-Spree in Brandenburg (Deutschland).

## Lage
Nördlich befindet sich die Gemeinde Grünheide (Mark), westlich die Gemeinde Gosen-Neu Zittau, östlich die Stadt Fürstenwalde/Spree, südöstlich die Gemeinden Rauen und Reichenwalde sowie Storkow (Mark) im Süden und die Gemeinde Heidesee im Südwesten. Nördlich der Wohnbebauung fließt der Oder-Spree-Kanal von Osten kommend in westlicher Richtung durch die Gemarkung. Die südwestlich gelegenen, landwirtschaftlich genutzten Flächen werden vom Dükergraben in den Oder-Spree-Kanal entwässert.

## Gemeindegliederung
Die Gemeinde Spreenhagen besteht aus folgenden Ortsteilen, Gemeindeteilen und Wohnplätzen:
- Braunsdorf (Brunojce)[3] mit dem Gemeindeteil Göllmitz und dem  Wohnplatz Luisenhof
- Hartmannsdorf (Hartmanojce)[3] mit den Gemeindeteilen Hartmannsdorf, Hartmannsdorf-Neu Hartmannsdorf, Hartmannsdorf-Stäbchen und den Wohnplätzen Schlößchen und Unterförsterei Dannenreich
- Markgrafpieske (Pěski)[3] mit den Gemeindeteilen Briesenluch, Lebbin und Neu Waltersdorf und den Wohnplätzen Forsthaus Briesenluch, Langendamm und Pankentheerhütte
- Den Gemeindeteilen Kirchhofen und Latzwall sowie den Wohnplätzen Fichtenwall, Forsthaus Dickdamm, Hirsegarten, Kerring, Kribbelake, Pudel, Röthen, Skaby und Winkel

## Geschichte

### Frühzeit bis 16. Jahrhundert
Erstmals erwähnt wurde Spreenhagen als Sprewenhayne in einer Urkunde der Ottonen über das Gebiet der Fürstenwalder Stadtforst im Jahre 1285. Zahlreiche, heute noch gebräuchliche Flurnamen deuten jedoch auf eine Besiedlung bereits zur slawischen Zeit (ca. 600–1200) hin. In den Torfstichen der Spreenhagener Flur wurden im 19. Jahrhundert Werkzeuge und Waffen aus der dieser Periode gefunden. Bis Mitte/Ende des 18. Jahrhunderts wurde in Spreenhagen noch sorbisch gesprochen. Vor 1435 erhielt die Adelsfamilie von Birkholz die Orte Markgrafpieske, Sprewenhagen, Hartmannsdorf und Wernsdorf zum Lehen. Landwirtschaft, Jagd und Fischerei waren die Lebensgrundlagen der Spreenhagener im Mittelalter. So gab es im Jahr 1435 im Dorf sechs Zeidler, im Jahr 1510 wurde von Zeidlern und Fischern in Spreenhagen berichtet. Die Bezeichnung hatte sich in dieser Zeit zu Sprebenhayn geändert (1493). Im Jahr 1562 übernahm das Amt Storkow eine Hälfte des Dorfes. Die andere Hälfte gehörte weiterhin Christoph von Birkholz, der damit vier Hufner, fünf Kossäten und ein Vorwerk besaß.

### 17. Jahrhundert
Im Jahr 1600 war das Dorf 28 Bauernhufen groß und von sechs Kossäten sowie einem Hirten bevölkert. In dieser Zeit kam es zu einer Streitigkeit mit dem Prediger Christian Zahle aus Markgrafpieske, da die Gemeinde Spreenhagen 6 Scheffel Roggen zurückbehalten hatte. Bis 1639 war Spreenhagen weiter angewachsen: Der Dorfschulze, der Krüger sowie elf weitere „Untertanen“ leisteten den Getreidezins (Abgaben) an das Amt Storkow, ab 1653 an das Amt Stahnsdorf. Im Jahr 1682 erschien erstmals die Bezeichnung Spreenhagen mit 17 zinspflichtigen Untertanen; allerdings lag das Schulzengut wüst. Zwei Jahre später wurde von acht Bauern und zehn Kossäten(gütern) berichtet. Detaillierte Angaben liegen aus dem Jahr 1692 vor. Demzufolge lag der Dreihufnerhof wüst, ebenso drei der zwölf Zweihufnerhöfe und der Einhufner. Es gab sechs Kossäten, einen Schmied und einen Hirten. Auf der Fläche von nach wie vor 28 Hufen wurden 5 Scheffel Winter und 2 1⁄2 Scheffel Sommersaat ausgebracht. Die Kossäten konnten 4 Scheffel Winter- und 2 Metzen Sommersaat ausbringen. Die Bauern ernteten weiterhin sechs bis sieben Fuder Heu, die Kossäten drei Fuder an der Spree. Neben „etwas“ Fischerei hielten sie außerdem Schafe.

### 18. Jahrhundert
Im Jahr 1705 war Spreenhagen 2035 Morgen (Mg) und 400 Quadratruten (QR) groß, darunter 1546 Mg Acker, Gärten und Höfe sowie 395 Mg Holz, Hütung, Luche und verwachsene Flecken. Die Wiesen nahmen 95 Mg ein. Im Dorf lebten 13 Bauern, darunter ein Setzschulze, zehn Kossäten, ein Böttcher, zwei Schneider und acht Hausleute (1714). Bis 1727 war das Dorf auf 34 Hufen angewachsen. Dort lebten 14 Zweihufner, darunter der Pfarrer und der Krüger, zehn Kossäten (davon zwei mit je einer Hufe), aber auch acht Kossäten, die nur eine ertragsarme „Sandhufe“ zur Verfügung hatten (darunter auch der Setzschulze). Es gab fünf Büdner, darunter zwei Schneider und ein Böttcher. Sie wurden allerdings aufgefordert, das Handwerk niederzulegen oder „in die Stadt zu gehen“. Weiterhin arbeitet im Dorf ein Schmied (ohne Acker), ein Schulmeister und Leineweber sowie ein Hirte im Hirtenhaus (1734). Die Grenze zu Fürstenwalde war um 1730 Ausgangspunkt einer Grenzstreitigkeit über die Hütegerechtigkeit zwischen den Bewohnern in Spreenhagen und dem Magistrat zu Fürstenwalde. Bis 1775 war die Anzahl auf 14 Bauern, zehn Kossäten, 29 Büdner und andere angewachsen; sie betrieben in Summe 44 Feuerstellen (=Haushalte). Von 1784 bis 1800 kam es erneut zu Grenzstreitigkeiten zwischen der Stadt Fürstenwalde und den Gemeinden Ketschendorf und Spreenhagen. Offenbar war es zuvor zu Flurschäden und Holzdiebstählen gekommen.

### 19. Jahrhundert
Bis ins 19. Jahrhundert blieb der Ort ein Bauerndorf, dessen alte Angerstruktur bis heute erkennbar ist. Spreenhagen wuchs weiter und im Jahr 1801 lebten neben 14 Bauern, mittlerweile elf Kossäten sowie 20 Einlieger und Spinner im Dorf. Es gab eine Schmiede, einen Krug und eine Windmühle sowie 53 Feuerstellen. Im Jahr 1837 standen im Dorf insgesamt 68 Wohnhäuser; 1856 lebten im Dorf 26 Halbbauern, 20 Büdner und 12 Halbbüdner. Es entstand ein Abbau Suschatz mit drei Wohnhäusern. Im Dorf selbst standen mittlerweile drei öffentliche, 68 Wohn- und 88 Wirtschaftsgebäude, darunter zwei Getreidemühlen. Von den 5493 Mg Flächen entfielen 113 Mg auf Gehöfte, 3 Mg auf Gartenland, 1690 Mg auf Acker, 438 Mg auf Wiese, 660 Mg auf Weide und 2589 Mg auf Wald.
Spreenhagen wuchs weiter und bestand im Jahr 1871 aus dem Dorf mit den Kolonien Grenzlücher (ein Wohngebäude), Fichtenwall (acht Wohngebäude), Suschatz (vier Wohngebäude), Grenze (fünf Wohngebäude), Winkel (ein Wohngebäude) sowie Latzwall (16 Wohngebäude). Mit dem Bau des Oder-Spree-Kanals siedelten sich Schiffer im Ort an. Zu dieser Zeit begannen auch der Kiesabbau und die erste Ansiedlung von Gewerbe. Spreenhagen bestand im Jahr 1885 aus dem Dorf mit den Wohnplätzen Fichtenwall (neun Wohngebäude), Grenze (sieben Wohngebäude), Latzwall (18 Wohngebäude), Suschatz (vier Wohngebäude) und Winkel (ein Wohngebäude); in Summe 127 Wohngebäude. Zehn Jahre später bestand das Dorf mit den Wohnplätzen Dolenz (zwei Wohngebäude), Fichtenwall (neun Wohngebäude), Hirsegarten (zwei Wohngebäude), Kerring (ein Wohngebäude), Latzwall (18 Wohngebäude), Röthen (sechs Wohngebäude), Suschatz (ein Wohngebäude) und Winkel (ein Wohngebäude); in Summe 141 Wohngebäude.

### 20. Jahrhundert

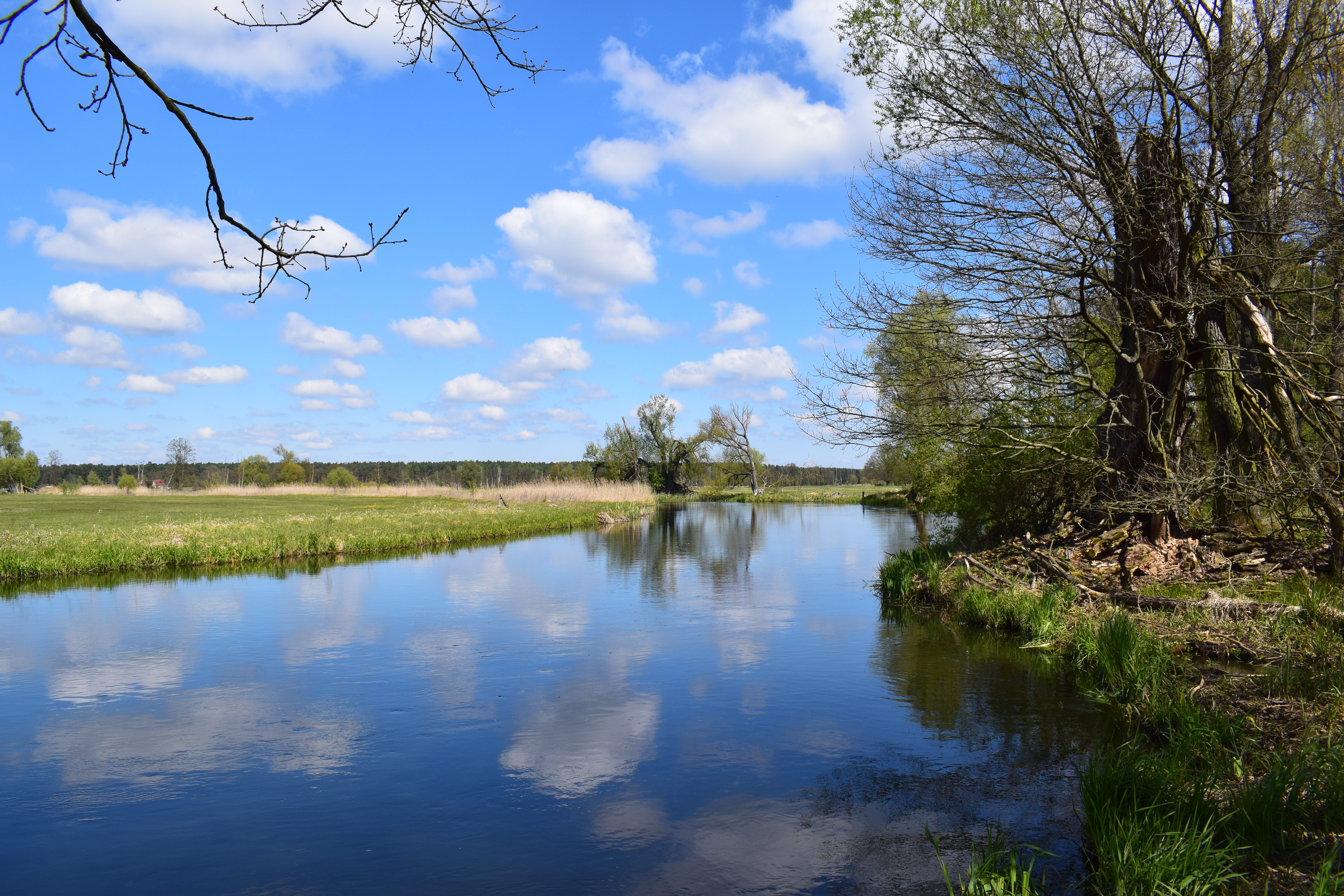
Spree bei Kirchhofen

Im Jahr 1900 standen im 1458 Hektar großen Dorf mittlerweile 145 Wohnhäuser; 1931 waren es bereits 199. Im Jahr 1939 gab es einen land- und forstwirtschaftlichen Betrieb, der mehr als 100 Hektar bewirtschaftete. Weitere 24 Betriebe waren zwischen 20 und 100 Hektar, 24 zwischen 10 und 20 Hektar, 22 zwischen 5 und 10 Hektar sowie 128 zwischen 0,5 und 5 Hektar groß. Kurz zuvor war die Gemeinde Kirchhofen nach Spreenhagen eingegliedert; 1945 wieder verselbstständigt und 1961 erneut eingemeindet. In der Zeit des Nationalsozialismus entstand in der Nähe von Spreenhagen ein Barackenlager, das von der Waffen-SS genutzt wurde.
Nach dem Zweiten Weltkrieg erhielt das Stadtgut des Magistrats von Berlin insgesamt 117 Hektar Fläche, darunter 53 Hektar Acker und 63 Hektar Wald. Kurz darauf gründete sich im Jahr 1950 die VdgB-Gut. Spreenhagen war Landgemeinde mit den Wohnplätzen Dolenz, Hirsegarten, Gut Pudel, Stadtgut Spreenhagen und Gut Winkel, im Jahr 1957 mit den Wohnplätzen Försterei Dickdamm, Dolenz, Fichtenwall, Hirsegarten, Kerring, Latzwall, Röthen, Volksgut und Ortsteil Pudel. Im Jahr 1959 gründete sich weiterhin eine LPG Typ I, die ein Jahr später in eine LPG Typ III überging. Ein Jahr später gründete sich eine weitere LPG Typ I mit 97 Mitgliedern und 465 Hektar Fläche; ebenfalls gab es das Volkseigene Gut (VEG) mit 297 Hektar Fläche. 1967 kam es zum Aufbau des Kombinates industrielle Mast (KIM). Im Zusammenhang mit der Ansiedlung des KIM entstanden das Neubaugebiet am Oder-Spree-Kanal, eine Schule sowie mehrere soziale Einrichtungen im Ort. Im Jahr 1977 bestanden im Ort der VEB Kombinat industrielle Mast (KIM), Zucht- und Vermehrungskombinat Legehybriden und Brüterei Spreenhagen, der Betriebsteil Spreenhagen der LPG Markgrafpieske, das VEG Neuendorf-Spreenhagen, Abteilung Spreenhagen und Abteilung Rinderhaltung Winkel sowie die Revierförsterei Dickdamm.

### Verwaltungszugehörigkeit
- 1836–1947 Landkreis Beeskow-Storkow (Provinz Brandenburg, Preußen)
- 1947–1950 Landkreis Beeskow-Storkow (Land Brandenburg)
- 1950–1952 Kreis Fürstenwalde (Land Brandenburg)
- 1952–1990 Kreis Fürstenwalde (Bezirk Frankfurt (Oder))
- 1990–1993 Kreis Fürstenwalde (Land Brandenburg)
- seit 19930. Landkreis Oder-Spree

### Eingemeindungen
Kirchhofen gehört seit dem 17. September 1961 zu Spreenhagen. Am 31. Dezember 2001 wurde Braunsdorf nach Spreenhagen eingemeindet. Am 1. Juli 2002 kam Hartmannsdorf hinzu. Markgrafpieske wurde am 26. Oktober 2003,  gegen den Willen der Mehrheit der Bürger des Ortes (Bürgerbegehren), eingegliedert.

## Bevölkerungsentwicklung
| Jahr | Einwohner |
| ---- | --------- |
| 1875 | 0 941     |
| 1890 | 0 935     |
| 1910 | 1 197     |
| 1925 | 1 169     |
| 1933 | 1 262     |
| 1939 | 1 449     |

| Jahr | Einwohner |
| ---- | --------- |
| 1946 | 1 174     |
| 1950 | 1 182     |
| 1964 | 1 058     |
| 1971 | 1 089     |
| 1981 | 1 538     |
| 1985 | 1 558     |

| Jahr | Einwohner |
| ---- | --------- |
| 1990 | 1 602     |
| 1995 | 1 679     |
| 2000 | 1 752     |
| 2005 | 3 535     |
| 2010 | 3 441     |
| 2015 | 3 229     |

| Jahr | Einwohner |
| ---- | --------- |
| 2020 | 3 495     |
| 2021 | 3 527     |
| 2022 | 3 476     |
| 2023 | 3 447     |
| 2024 | 3 417     |

Gebietsstand des jeweiligen Jahres, Einwohnerzahl: Stand 31. Dezember (ab 1991), ab 2011 auf Basis des Zensus 2011, ab 2022 auf Basis des Zensus 2022

## Religion
18 % der Einwohner sind evangelisch, 2 % Katholiken (Stand: 2011).
Die evangelischen Kirchengemeinden Spreenhagen (Dorfkirche, Hoffnungskirche) und Markgrafpieske gehören zum Kirchenkreis Oderland-Spree der Evangelischen Kirche Berlin-Brandenburg-schlesische Oberlausitz.
Die Katholiken gehören zur Kirchengemeinde St. Johannes Baptist im 15 km östlich gelegenen Fürstenwalde/Spree, Erzbistum Berlin. Ein Gottesdienststandort befindet sich zudem im Jugendhaus des Erzbistums Berlin in Alt-Buchhorst, Gemeinde Grünheide (Mark), 12 km nördlich von Spreenhagen. Die Ortschaft Lebbin liegt im nördlichsten Zipfel des Bistums Görlitz. Zuständig ist die Pfarrkuratie Heilig Geist in Beeskow, zu der die Kirche St. Maria im 10 km südlich von Lebbin gelegenen Storkow-Hubertushöhe gehört.
Des Weiteren gibt es in Spreenhagen eine Gemeinde der Neuapostolischen Kirche Berlin-Brandenburg.

## Politik

### Gemeindevertretung
Die Gemeindevertretung von Spreenhagen besteht aus 16 Gemeindevertretern und der ehrenamtlichen Bürgermeisterin. Die Kommunalwahl am 9. Juni 2024 führte bei einer Wahlbeteiligung von 71,7 % zu folgendem Ergebnis:
| Partei / Wählergruppe          | Stimmenanteil 2019 | Sitze 2019 |        | Stimmenanteil 2024 | Sitze 2024 |
| ------------------------------ | ------------------ | ---------- | ------ | ------------------ | ---------- |
| Gemeinschaft Freier Bürger     | 22,1 %             | 3          | 27,1 % | 4                  |            |
| SPD                            | 37,6 %             | 6          | 19,7 % | 3                  |            |
| CDU                            | 10,0 %             | 2          | 13,9 % | 2                  |            |
| Gemeinsam Stark                | –                  | –          | 10,2 % | 2                  |            |
| Dorfclub Markgrafpieske        | 15,9 %             | 3          | 10,2 % | 2                  |            |
| Bürgernah Gemeinde Spreenhagen | –                  | –          | 08,4 % | 1                  |            |
| Die Heimat (bis 2023 NPD)      | 08,5 %             | 1          | 07,8 % | 1                  |            |
| Bündnis 90/Die Grünen          | 05,8 %             | 1          | 02,7 % | 1                  |            |
| Insgesamt                      | 100 %              | 16         | 100 %  | 16                 |            |

### Bürgermeister
- 1998–2008: Ralf-Eckhard Paesch[19]
- 2008–2024: Bernhard Baumann (SPD)[20]
- seit 2024: Christine Reinhold (Gemeinsam Stark)

Baumann wurde bei der Bürgermeisterstichwahl am 26. Mai 2019 ohne Gegenkandidat mit 74,8 % der gültigen Stimmen wiedergewählt.
Reinhold wurde bei der Bürgermeisterstichwahl am 30. Juni 2024 mit 58,3 % der gültigen Stimmen zu seiner Nachfolgerin gewählt. Ihre Amtszeit beträgt fünf Jahre.

## Sehenswürdigkeiten

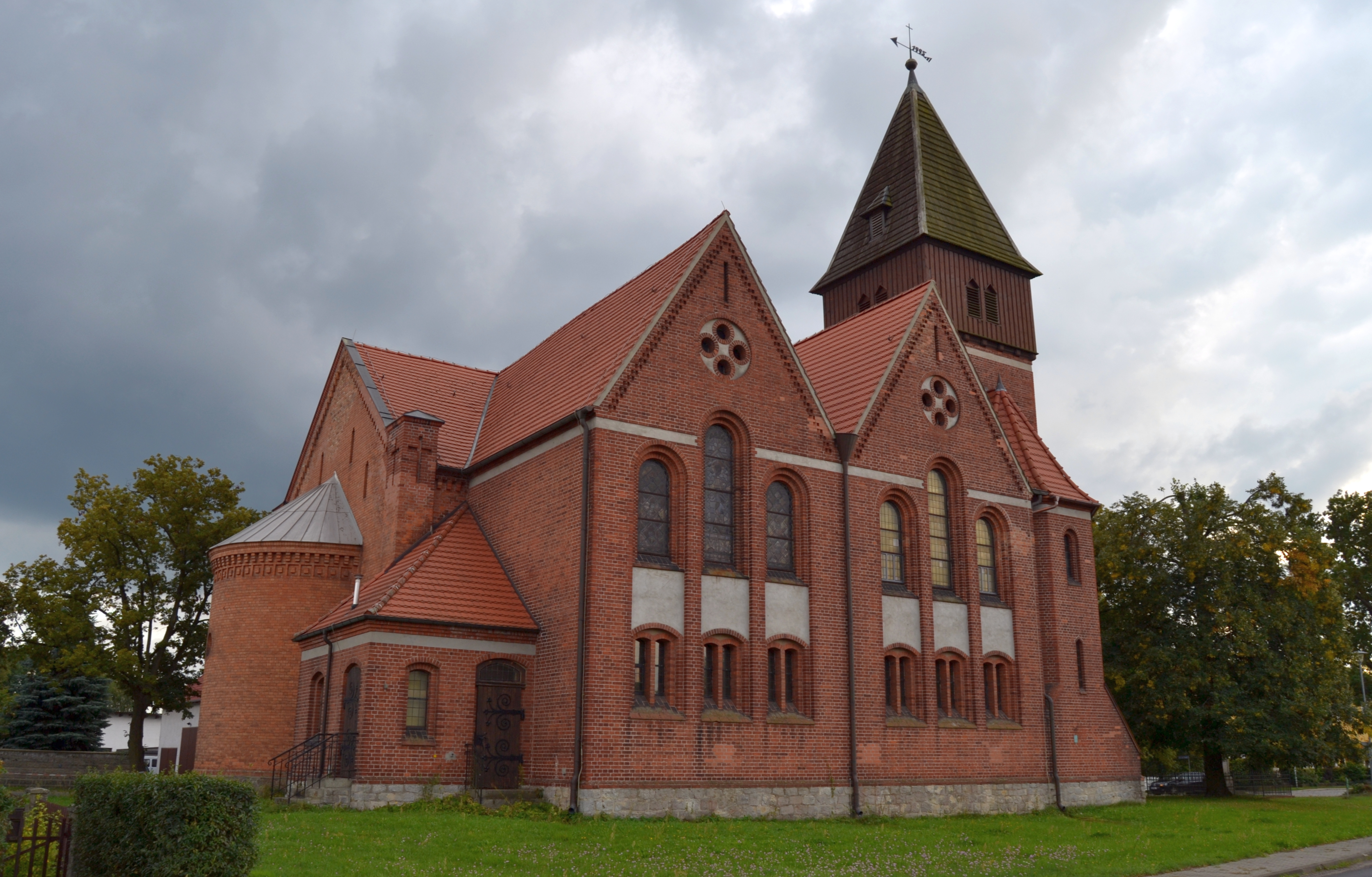
Dorfkirche Spreenhagen

In der Liste der Baudenkmale in Spreenhagen und in der Liste der Bodendenkmale in Spreenhagen stehen die in der Denkmalliste des Landes Brandenburg eingetragenen Kulturdenkmale.
- Dorfkirche Spreenhagen, 1855 aus gelbem Backstein im Rundbogenstil der Schinkelschule errichtet. Die Kirchenausstattung stammt aus dem Jahr 1902.
- Dorfkirche Markgrafpieske, dreischiffig, aus Sandstein und Backstein im neugotischen Stil in den Jahren 1896–1898 erbaut. Der Turm ist mit 48 Metern Höhe der höchste im Amtsbereich Spreenhagen. Die Orgel aus dem Jahre 1898 stammt vom Frankfurter Orgelbauer Wilhelm Sauer.
- Gedenkstein von 1975 in der Lindenallee des Ortsteiles Hartmannsdorf, erinnert an die Opfer eines SS-Massakers, das in der Nacht vom 21. auf den 22. April 1945 an 16 (nach anderen Angaben 20) Einwohnern des Ortsteiles Hartmannsdorf verübt wurde, die sich der Roten Armee kampflos ergeben wollten.
- Denkmal für die Gefallenen im Deutsch-Französischen Krieg

## Sport
- Durch Lebbin führt die Große Teufelstour, eine ca. 53 km lange Fahrradroute, die am Museum für Fahrradkuriositäten von Didi Senft beginnt und durch die Landschaft am Storkower See sowie an der Groß Schauener Seenkette führt.

## Verkehr
Spreenhagen liegt an den Landesstraßen L 23 zwischen Grünheide und Storkow und L 36 zwischen Spreenhagen und Fürstenwalde. Die A 12 (Berlin–Frankfurt (Oder)) mit der Anschlussstelle Storkow und die A 10 (Berliner Ring) mit dem Autobahndreieck Spreeau durchqueren das Gemeindegebiet.

## Persönlichkeiten
- Marienetta Jirkowsky (1962–1980), eines von mindestens 139 Opfern der Berliner Mauer und das Jüngste der acht weiblichen Maueropfer.[24]
- Martin Gerson, zusammen mit seiner Frau Emmy die beiden Leiter des Hachschara-Betriebs „Gut Winkel“ 1933–1941